# Cotinusa stolzmanni
Cotinusa stolzmanni là một loài nhện trong họ Salticidae.
Loài này thuộc chi Cotinusa. Cotinusa stolzmanni được Władysław Taczanowski miêu tả năm 1878.